# Brachylomia cinerea
Brachylomia cinerea är en fjärilsart som beskrevs av Johann August Ephraim Goeze. Brachylomia cinerea ingår i släktet Brachylomia och familjen nattflyn. Inga underarter finns listade i Catalogue of Life.